# RBM22
RBM22‏ (RNA binding motif protein 22) هوَ بروتين يُشَفر بواسطة جين RBM22 في الإنسان.